# Tablice Mojżeszowe
Tablice Mojżeszowe – pomnik przedstawiający kamienne tablice Dekalogu, znajdujący się na skalnym zboczu rezerwatu Kadzielnia w Kielcach, między amfiteatrem a ulicą Krakowską. Znajduje się on na górnej powierzchni gruboławicowych wapieni cheilocerasowych dolnego famenu.
Dwie tablice o wymiarach 2 na 6 metrów wykonano z żelaza i betonu architektonicznego w firmie Fabet, będącej także fundatorem monumentu. Na lewej tablicy wyryto rzymskie cyfry od I do III, na prawej cyfry od IV do X.
Instalacja została umieszczona 30 grudnia 2005. Pomysłodawcą ustawienia tablic był prezydent Kielc Wojciech Lubawski. Monument ma symbolizować wspólne wartości wielkich religii monoteistycznych: chrześcijaństwa, judaizmu i islamu.